# 914

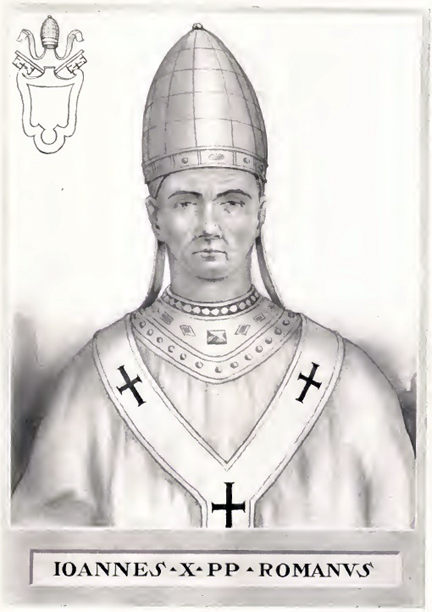
Paus Johannes X (914 - 928)

Het jaar 914 is het 14e jaar in de 10e eeuw volgens de christelijke jaartelling.

## Gebeurtenissen

### Byzantijnse Rijk
- De jonge keizer Constantijn VII (een zoon van Leo VI) wordt begeleid door een regentschapsraad om het Byzantijnse Rijk te regeren. Er volgt een chaotische periode van tientallen jaren waarin de troon in andere handen komt. De Macedonische dynastie blijft in naam bestaan, maar de werkelijke macht wordt uitgeoefend door een opeenvolging van regenten, pretendenten en militaire heersers. De concessies van Simeon I, heerser (tsaar) van het Bulgaarse Rijk, worden gedeeltelijk opgeheven (met name het geplande huwelijk tussen Constantijn en de dochter van Simeon I). Hierdoor laait het conflict tussen het Byzantijnse Rijk en de Bulgaren weer op.[1]

### Europa
- Everhard III, de jongere broer van koning Koenraad I, wordt benoemd tot markgraaf van het hertogdom Franken (een stamhertogdom van het Oost-Frankische Rijk).
- Igor I, heerser (knjaz) van het Kievse Rijk, verslaat de Slavische Drevljanen (gevestigd in Oekraïne) en maakt ze schatplichtig.
- De Vikingen voeren een rooftocht in Munster (Zuid-Ierland) en stichten de nederzetting Waterford. (waarschijnlijke datum)

## Religie
- Paus Lando overlijdt in Rome na een pontificaat van bijna 1 jaar. Hij wordt opgevolgd door Johannes X als de 122e paus van de Katholieke Kerk.

## Geboren
- Liutgard van Vermandois, Frankisch edelvrouw (waarschijnlijke datum)

## Overleden
- Lando, paus van de Katholieke Kerk